# Solo et pensoso i più deserti campi
Solo et pensoso è la lirica XXXV (35), nonché il sonetto XXVIII (28), del Canzoniere di Francesco Petrarca.

## Testo e parafrasi
| Testo | Parafrasi |
| --- | --- |
| Solo et pensoso i più deserti campi vo mesurando a passi tardi et lenti, et gli occhi porto per fuggire intenti ove vestigio human la rena stampi. 4 Altro schermo non trovo che mi scampi dal manifesto accorger de le genti, perché negli atti d’alegrezza spenti di fuor si legge com’io dentro avampi: 8 sì ch’io mi credo omai che monti et piagge et fiumi et selve sappian di che tempre sia la mia vita, ch’è celata altrui. 11 Ma pur sì aspre vie né sì selvagge cercar non so ch’Amor non venga sempre ragionando con meco, et io co·llui. 14 | Solo e pensieroso vado percorrendo i campi più deserti a passi lenti e stanchi, e porto gli occhi attenti per evitare i luoghi dove l'impronta umana segni la sabbia.4 Non trovo altro riparo che mi salvi dall'evidente accorgersi della gente, perché dai movimenti privi di allegria si legge da fuori come io brucio dentro:8 così che io credo ormai che i monti e i campi e i fiumi e i boschi sappiano di che qualità sia la mia vita, che è nascosta agli altri.11 Ma tuttavia non so cercare vie così impervie né così isolate che Amore non venga sempre parlando con me, ed io con lui14 |

## Soggetto e analisi del sonetto
Di questa poesia, come di tutta l'intera opera, il centro dell'ispirazione del poeta è la sua passione per una donna, Laura, simbolo per lui della simbiosi fra bellezza mortale ed eterna. Con pennellate di perfezione e varietà tecnica, e sfumature di eccelsa armonia, Petrarca dipinse quello che oggi si può definire un pilastro essenziale di tutta la poesia amorosa.
L'autore predilige l'io lirico al fine di evocare sensazioni e situazioni comuni all'animo di ogni umano.
Il poeta ci mostra, nelle prime due quartine a rime incrociate, il suo fuggire con un lento deambulare dalla gente e dai suoi sguardi, o anche il frastuono della vita quotidiana e dei suoi obblighi; egli anela, infatti, ad affidare i suoi sentimenti a una solitudine assoluta ed ermetica. Nella prima strofa, e in generale per quasi tutta la durata della composizione, dall'effluvio di rime incatenate, di aggettivi dal simile significato ripetuti e rafforzati e accenti distanti con conseguente andamento lento del ritmo, emerge nel testo la monotonia della passeggiata; la seconda strofa, però, insieme all'apprensione di Petrarca ad allontanarsi da ipotetiche interruzioni della sua ricerca della quiete, si vivacizza mediante la fonetica e varie antitesi rafforzanti il contrasto fra l'esteriorità e l'interiorità del poeta.
Arriviamo quindi alle ultime due strofe che sono invece costituite da due terzine, le cui rime ripetute seguono lo schema ABC-ABC. L'autore s'inoltra fra "monti e piagge e fiumi e selve": mediante questo polisindeto viene delineato efficacemente un paesaggio vago e indeterminato, simboleggiante la natura in sé, che lo straziato innamorato vede compassionevole custode del segreto della sua costernazione. Nella terzina finale è quindi la conclusione, che palesa il messaggio amaramente dolce che Petrarca lancia ai cuori infranti, trepidanti o sofferenti, ponendo il pensiero d'amore come un instancabile inseguitore: non c'è modo di scamparvi, per quanto sia forte l'obbligo a farlo o il diniego di tale meraviglioso e indomito sentimento.

## Figure retoriche
Nel sonetto petrarchesco sono presenti varie figure retoriche:
- un iperbato: "et gli occhi porto per fuggire intenti" (v.3)
- un'anastrofe: "d'allegrezza spenti" (v.7)
- un'antitesi: "spenti... avampi" (vv. 7-8)
- la personificazione della parola "Amor" (v.13)
- vari enjambement (vv. 1-2, 5-6, 9-10, 10-11, 12-13, 13-14)
- una metafora (v. 2).

## Temi
Il sonetto XXXV è tra i più celebri del Canzoniere, composto prima del 16 novembre 1337. Il poeta cerca luoghi isolati per nascondere agli altri uomini la vista del proprio stato, da cui trapela il suo amore. I vari aspetti del paesaggio divengono i testimoni e in qualche modo i complici della vicenda interiore dell'autore, ovunque seguito dall'amore: la filologa e studiosa Rosanna Bettarini parla a tal proposito di una straordinaria "invenzione di Amore come doppio di sé nel segreto monologo del Libro".
La compresenza dei temi della solitudine, dell'isolamento sociale, del rapporto privilegiato col paesaggio e del dialogo interiore coi sentimenti fa di questo testo un esempio eccezionale del modello lirico petrarchesco. Nasce infatti con Petrarca il "paesaggio-stato d'animo": il paesaggio cioè diviene l'equivalente dello stato d'animo del soggetto, che proietta all'esterno la propria interiorità e costruisce una natura che ne rivela i sentimenti.
Il tema della malinconia, introdotto nel Canzoniere petrarchesco proprio in questo sonetto, conduce l'autore a prendere coscienza del mondo a piccoli passi, lenti e accidiosi; il motivo dell'accidia non è affatto una novità nella poetica di Petrarca, tant'è che in un passo del Secretum è Agostino a condannare duramente il peccato dell'accidia, in quanto è “triste amore della solitudine e fuga dagli uomini”.

## Musica antica e classica
Questo sonetto è stato musicato da 
- Luca Marenzio in un madrigale a 5 voci (Nono libro dei madrigali, No. 8, 1599)
- Franz Joseph Haydn in un'aria per soprano e orchestra del 1798 (Hob. XXIVb:20)
- Franz Schubert nel lied per voce con pianoforte (D. 629) del 1818, utilizzando come testo la versione tedesca di August Wilhelm Schlegel come "Sonetto II. (Allein, nachdenklich...)"
- Harald Genzmer (Vier Petrarca Chöre für gemischten Chor a capella).

Il sonetto è stato inoltre musicato da Mirco De Stefani per coro a 12 voci maschili a cappella compreso nella raccolta Canzoni dal Monte Ventoso, dedicata all'Ensemble Odhecaton.